# Associação Kuaitiana de Voleibol
A Associação Kuaitiana de Voleibol  (em inglêsː Kuwait Volleyball Association,, KVA) é  uma organização fundada em 1964 que governa a pratica de voleibol no Kuwait, sendo membro da Federação Internacional de Voleibol e da Confederação Asiática de Voleibol, a entidade é responsável por  organizar  os campeonatos nacionais de  voleibol masculino e feminino no país.